# Mimosa leptantha
Mimosa leptantha är en ärtväxtart som beskrevs av George Bentham. Mimosa leptantha ingår i släktet mimosor, och familjen ärtväxter. Inga underarter finns listade i Catalogue of Life.